# Henry Clifton Sorby
Henry Clifton Sorby (10 mai 1826 – 9 mars 1908) est un géologue et spécialiste en microscopie britannique.

## Biographie
Il naît à Woodbourne près de Sheffield. Il s'intéresse tôt a l'histoire naturelle et un de ses premiers articles se rapporte aux creusement des vallées du Yorkshire. 
Il continue par une étude systématique, pendant trente ans, de lames minces de roches au microscope, ce qui aboutit à la publication en 1858 d'un mémoire "On the Microscopical Structure of Crystals" ("Des structures microscopiques des cristaux") qui est considéré comme le point de départ de la pétrographie microscopique. Ses analyses microscopiques de « sections de schistes, de métaux et de météorites… le font reconnaître, outre la pétrographie, comme le « père fondateur » de trois autres disciplines : géologie structurale, métallurgie, météorites ». La Geological Society of London lui décerne la médaille Wollaston en 1869. Pendant sa présidence de cette société savante, il publie les résultats de recherches sur la structure et l'origine de couches calcaires et de roches non calcaires.  Il est lauréat de la Royal Medal en 1874.
Durant sa présidence de la Royal Microscopical Society, il écrit sur la construction et l'utilisation des micro-spectroscopes pour l'étude des couleurs des matériaux biologiques animaux et végétaux. Dans ses derniers essais il étudie des sujets variés tels que la structure du fer et de l'acier ou la température de l'eau dans les estuaires.
Il effectue aussi des préparations d'animaux invertébrés pour des plaques de lanterne magique. En 1882, il devient président du Firth College à Sheffield.